# Brigada Negra
Brigada Negra es una de las organizaciones aparecidas en el juego de Square Enix Star Ocean Till the end of time para PlayStation 2.

## La Brigada Negra
Grupo militar a cargo de Albel Nox, comprende una de los tres ejércitos del Reino de Airyglyph junto a la Brigada de Dragones y la Brigada Tormenta. Consiste en soldados portando espadas gigantescas y armaduras negras muy, muy gruesas, que causan admiración en aliados y terror en enemigos.
Albel Nox, también conocido como Albel el Despiadado, es el líder de dicha división, a la cual se le encargó invadir el territorio de Aquaria; motivo por el cual Albel y Nel Zelpher se encuentran eternamente enfrentados. El segunda al mano de la Brigada es Shelby mano dura.
El cuartel general de esta división militar es el Campo de Entrenamiento de Kirlsa, que haces las veces de calabozo y campo de tortura. Dicho campo se encuentra más allá de la aldea minera de Kirlsa, y solo se puede acceder por ella.

## Relevancia de la Brigada Negra en la historia
Durante el juego, los protagonistas se enfrentan múltiples veces a los miembros de la Brigada Negra, e incluso tienen que asaltar el Campo de Entrenamiento de Kirlsa para rescatar a Tynave y Farleen, que fueron secuestradas por dicha Brigada. En este asalto, acabaran con Shelby, el segundo al mando, que intentaba ocupar el puesto de su superior Albel Nox.